# Жилино (Алтайский край)
Жи́лино — село в Первомайском районе Алтайского края России. Административный центр Жилинского сельсовета.

## География
Село располагается на берегах реки Жилиха. Жилинский сельсовет находится в юго-восточной части Первомайского района, расположенного на Бийско-Чумышской и Приобской возвышенностях. Территория сельсовета относится к лесостепной зоне, рельеф местности равнинный, выделяются поймы рек Лосиха и Жилиха в южной части территории, расположение которой идёт с севера на юг. Жилинский сельсовет граничит с двумя районами: Заринским и Косихинским.
Уличная сеть
В селе 12 улиц и 2 переулка.
Расстояние до
- районного центра Новоалтайск: 24 км.
- краевого центра Барнаул: 36 км.

Ближайшие населенные пункты
Восход 7 км, Малахово 8 км, Баюновские Ключи 10 км, Новокопылово 11 км, Новый Мир 11 км, Правда 12 км, Логовское 12 км, Пустынь 13 км, Покровка 13 км, Новочесноковка 13 км, Бешенцево 15 км.
Климат
Климат континентальный. Продолжительность периода с устойчивым снежным покровом составляет 160—170 дней, абсолютный минимум температуры воздуха достигает −50 °C. Средняя температура января −19,9 °C, июля — +19 °C. Безморозный период длится 110—115 дней, абсолютный максимум температуры воздуха достигает +33-35 °C. Годовое количество атмосферных осадков — 477 мм.

## Население
| 1997  | 1998  | 1999  | 2000  | 2001  | 2002  | 2003  |
| ----- | ----- | ----- | ----- | ----- | ----- | ----- |
| 1107  | ↘1098 | ↗1107 | ↗1121 | ↘1072 | ↘1035 | ↘1027 |
| 2004  | 2005  | 2006  | 2007  | 2008  | 2009  | 2010  |
| ↘1020 | ↘995  | ↘972  | ↗998  | ↘956  | ↘929  | ↗978  |
| 2011  | 2012  | 2013  |       |       |       |       |
| ↗979  | ↘950  | ↘937  |       |       |       |       |

Известные жители
Камышников, Владимир Степанович — Герой Социалистического Труда, участник ВОВ, Почётный гражданин Алтайского края.
Михаил Филофьевич Стариков — лауреат премии Ленинского комсомола Алтая, заслуженный работник культуры РФ, член Алтайского отделения Союза театральных деятелей России, один из основателей фонда «Пушкин и Поэт», по инициативе которого в Барнауле построен памятник А. С. Пушкину. Стариков работал музыкальным руководителем в ансамбле русского танца «Огоньки», почти 45 лет заведовал музыкальной частью театра драмы Барнаула, 10 лет был бессменным председателем жюри фестиваля «Песни Иткульского лета».

## История
Первые упоминания о деревне Жилино на реке Жилихе, притоке Лосихи, относятся к 50-м годам XVIII века. Обнаружил поселение Жилино в 1752 году бурмист из Кузнецка Василий Мельников. Проживали там крестьяне Петр Нехорошев и Леонтий Овчинников. Пётр Нехорошев был сыном учтенного еще в 1719 году крестьянина Матвея Нехорошева, который вместе с сыновьями числился проживающим в деревне Беспаловой на реке Чумыш. Официальной датой образования села считается 1757 год В 1759 году, во время переписи, население деревни Жилино составляло 13 душ мужского пола, а в третью ревизию количество душ сократилось и составляло 12 душ мужчин.
В 1893 году при переписи населения в деревни числилось 383 человека. В Списке населенных мест Сибирского края дата основания села — 1770 год.

## Инфраструктура
ООО «Колхоз „Красное знамя“» — выращивание зерновых и зернобобовых культур, СКХ «Долматов» (растениеводство), сельскохозяйственный производственный кооператив «Жилино», ООО «Арбалет», МКОУ «Жилинская СОШ имени В. С. Камышникова», детский сад «Рябинка», МБУК «Жилинский культурно-досуговый центр» библиотека, ФАП, почта, пекарня, 4 магазина и парикмахерская.

## Транспорт
Село соединяет с районным и областным центром федеральная автомагистраль М52 Чуйский тракт (Новосибирск — Бийск — Монголия) и региональная автодорога, ходит рейсовый автобус. Ближайшая железнодорожная станция Алтайская находится в городе Новоалтайске.